# Nicolás Pezzucchi
Nicolás Pezzucchi (Olavarría, Provincia de Buenos Aires, Argentina; 12 de agosto de 1988) es un piloto argentino de automovilismo. Considerado uno de los nuevos valores del deporte motor de 2000, inició su carrera deportiva a nivel Nacional en el año 2009, dentro de la divisional TC Pista Mouras de la Asociación Corredores de Turismo Carretera, consagrándose campeón de dicha categoría en el año 2011, al comando de un Dodge Cherokee y otorgándole a la marca Dodge su primer campeonato en esta divisional. Sucesivamente compitió en 2012 en el TC Mouras (categoría a la que ascendió tras su título de TCPM) y en 2013 en el TC Pista. En 2012 volvería a pelear por el campeonato, en esta ocasión del TC Mouras, alcanzando la tercera ubicación, lo que le permitió ascender en el año 2013 al TC Pista, Categoría en la cual se consagró Campeón nada más ni nada menos que en su año debut consiguiendo el pase a la categoría más popular del automovilismo Argentino, el Turismo Carretera (TC).

## Trayectoria
| Año  | Categoría                                    | Modelo          |
| ---- | -------------------------------------------- | --------------- |
| 2009 | Debut en TC Pista Mouras                     | Ford Falcon     |
| 2010 | TC Pista Mouras                              | Ford Falcon     |
| 2011 | Campeón TC Pista Mouras                      | Ford Falcon     |
| 2011 | Campeón TC Pista Mouras                      | Dodge Cherokee  |
| 2012 | Debut en TC Mouras                           | Dodge Cherokee  |
| 2013 | Debut en TC Pista. Campeón                   | Dodge Cherokee  |
| 2013 | TC Mouras, torneo de invitados               | Ford Falcon     |
| 2014 | Debut en Turismo Carretera                   | Dodge Cherokee  |
| 2014 | Torneo de invitados del TC Mouras            | Chevrolet Chevy |
| 2014 | Torneo de invitados del TC Mouras            | Dodge Cherokee  |
| 2015 | TC Mouras, 3 carreras                        | Torino Cherokee |
| 2016 | TC Pista                                     | Torino Cherokee |
| 2016 | TC Pista                                     | Chevrolet Chevy |
| 2016 | Invitado a los 1000 km de Buenos Aires de TC | Ford Falcon     |
| 2016 | Torneo de invitados del TC Mouras            | Chevrolet Chevy |
| 2017 | Subcampeón de TC Pista                       | Dodge Cherokee  |
| 2017 | Torneo de invitados del TC Mouras            | Dodge Cherokee  |
| 2018 | Turismo Carretera                            | Dodge Cherokee  |
| 2018 | Torneo de invitados del TC Mouras            | Dodge Cherokee  |
| 2019 | Debut en TC Pick Up                          | Ford Ranger     |

- [1]

### Resultados completos TC Pista Mouras
| Temporada             | Temporada      | Fechas | Fechas | Fechas | Fechas | Fechas | Fechas | Fechas | Fechas | Fechas | Fechas | Fechas | Fechas | Fechas | Fechas | Posición final     |
| Equipos               | Automóvil      | Fechas | Fechas | Fechas | Fechas | Fechas | Fechas | Fechas | Fechas | Fechas | Fechas | Fechas | Fechas | Fechas | Fechas | Posición final     |
| --------------------- | -------------- | ------ | ------ | ------ | ------ | ------ | ------ | ------ | ------ | ------ | ------ | ------ | ------ | ------ | ------ | ------------------ |
| 2010                  | 2010           | 01     | 02     | 03     | 04     | 05     | 06     | 07     | 08     | 09     | 10     | 11     | 12     | 13     | 14     | 6º (123.50 puntos) |
| Pezzucchi Competición | Ford Falcon    | NP     | 4º     | 13     | 7º     | 14     | 17     | 9º     | 6º     | 9º     | 2º     | 7º     | 2º     | 3º     | 4º     | 6º (123.50 puntos) |
|                       |                |        |        |        |        |        |        |        |        |        |        |        |        |        |        |                    |
| 2011                  | 2011           | 01     | 02     | 03     | 04     | 05     | 06     | 07     | 08     | 09     | 10     | 11     | 12     | 13     | 14     | 1º (264.00 puntos) |
| Cañuelas GB Racing    | Ford Falcon    | 6º     | 3º     | NP     | 7º     | 3º     | 4º     | 18     | 3º     | 3º     | 4º     | 34     |        |        |        | 1º (264.00 puntos) |
| Castellano Power Team | Dodge Cherokee |        |        |        |        |        |        |        |        |        |        |        | 1º     | 2º     | 1º     | 1º (264.00 puntos) |

### Resultados completos TC Mouras
| Año                      | Año             | Fechas | Fechas | Fechas | Fechas | Fechas | Fechas | Fechas | Fechas | Fechas | Fechas | Fechas | Fechas | Fechas | Fechas | Posición final      |
| Equipos                  | Marcas          | Fechas | Fechas | Fechas | Fechas | Fechas | Fechas | Fechas | Fechas | Fechas | Fechas | Fechas | Fechas | Fechas | Fechas | Posición final      |
| ------------------------ | --------------- | ------ | ------ | ------ | ------ | ------ | ------ | ------ | ------ | ------ | ------ | ------ | ------ | ------ | ------ | ------------------- |
| 2012                     | 2012            | 01     | 02     | 03     | 04     | 05     | 06     | 07     | 08     | 09     | 10     | 11     | 12     | 13     | 14     | 3º (206.25 puntos)  |
| Castellano Power Team    | Dodge Cherokee  | 1º     | 1º     | 3º     | 14     | 13     | 20     | 5º     |        |        |        |        |        |        |        | 3º (206.25 puntos)  |
| Ferrando Sport           | Dodge Cherokee  |        |        |        |        |        |        |        | 23     |        |        |        |        |        |        | 3º (206.25 puntos)  |
| Catalán Magni Motorsport | Dodge Cherokee  |        |        |        |        |        |        |        |        | 7º     | 26     | 14     | 4º     | 2º     | 9º     | 3º (206.25 puntos)  |
|                          |                 |        |        |        |        |        |        |        |        |        |        |        |        |        |        |                     |
| 2015                     | 2015            | 01     | 02     | 03     | 04     | 05     | 06     | 07     | 08     | 09     | 10     | 11     | 12     | 13     | 14     | 25º (133.75 puntos) |
| GF Team                  | Torino Cherokee | -      | -      | -      | -      | -      | -      | -      | -      | -      | -      | -      | 1º     | 4º     | 5º     | 25º (133.75 puntos) |

## Palmarés
| Título  | Categoría       | Modelo         | Año  |
| ------- | --------------- | -------------- | ---- |
| Campeón | TC Pista Mouras | Dodge Cherokee | 2011 |
| Campeón | TC Pista        | Dodge Cherokee | 2013 |